# 小行星1487
小行星1487（1487 Boda）是一颗绕太阳运转的小行星，为主小行星带小行星。该小行星于1938年11月17日发现。
該小行星以德國天文學家卡爾·博達（Karl Boda）命名。

## 轨道参数
小行星1487的轨道半长轴为3.1429008 UA，离心率为0.113。